# Gustav Mosesson

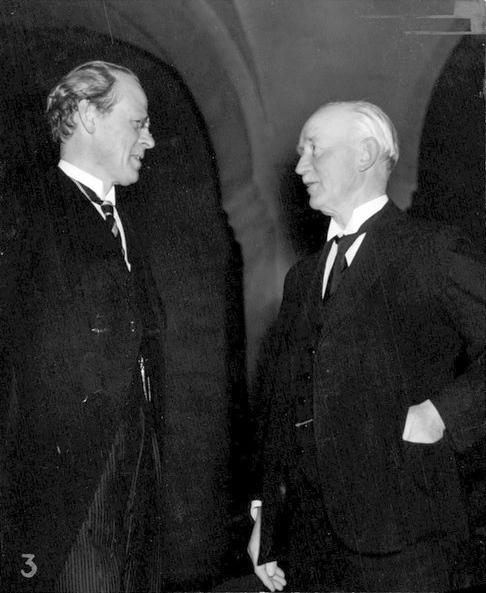
Gustav Mosesson (till höger) samtalar med K. G. Sandström i Blå hallen, februari 1942.

Gustav Adolf Mosesson (i riksdagen kallad Mosesson i Lidingö), född 6 november 1877 i Svartå, Kvistbro socken i Örebro län, död 21 juni 1965 på Lidingö, var en svensk skolman och politiker (folkpartist). 
Gustav Mosesson verkade vid Svenska missionsförbundets missionsskola på Lidingö 1910–1943, bland annat som rektor 1912–1937. Han var också styrelseordförande för Svenska Morgonbladet 1933–1943 och valdes till Svenska Missionskyrkans Ungdom förste ordförande då organisationen bildades 1910. Även nykterhetsfrågan engagerade honom, och han var styrelseordförande för De kristna samfundens nykterhetsrörelse 1920–1930 och för Nykterhetsvännernas landsförbund 1926–1931.
Gustav Mosesson var inflytelserik liberal politiker i Stockholms län, och var ordförande för Frisinnade landsföreningens länsförbund i Stockholm 1927–1934 och därefter för det återförenade Folkpartiet 1934–1948. 
Han var riksdagsledamot i andra kammaren för Stockholms läns valkrets 1925–1933 samt 1937–1951, fram till 1933 för Frisinnade folkpartiet och därefter för Folkpartiet. I riksdagen hade han ett stort antal utskottsuppdrag, bland annat som ordförande för andra kammarens första tillfälliga utskott 1929–1933. Han engagerade sig främst i skol- och religionsfrågor, men av hans övriga initiativ kan nämnas en interpellation 1949 om att Sverige i Förenta Nationerna skulle stödja Eritreas återförening med Etiopien. I riksdagen skrev han 48 egna motioner flera om utbildning, om religiösa och etiska frågor samt om kommunala angelägenheter, men även om understöd för enskild person.
Gustav Mosesson är begravd på Lidingö kyrkogård. Han var bror till skolledaren Ester Mosesson (1891–1966).
Mosesson utgav 1954 en självbiografi: "Mitt livs mosaik", på Svenska Missionsförbundets förlag.